# العلاقات الأردنية البالاوية
العلاقات الأردنية البالاوية هي العلاقات الثنائية التي تجمع بين الأردن وبالاو.

## مقارنة بين البلدين
هذه مقارنة عامة ومرجعية للدولتين:
| وجه المقارنة                                              | الأردن                   | بالاو                         |
| --------------------------------------------------------- | ------------------------ | ----------------------------- |
| المساحة (كم2)                                             | 89.34 ألف                | 465                           |
| عدد السكان (نسمة)                                         | 9.81 مليون               | 21.73 ألف                     |
| الكثافة السكانية (ن./كم²)                                 | 109.81                   | 4.67 ألف                      |
| العاصمة                                                   | عمان                     | نغيرولمود، كورور              |
| اللغة الرسمية                                             | اللغة العربية            | لغة إنجليزية، اللغة البالاوية |
| العملة                                                    | دينار أردني              | دولار أمريكي                  |
| الناتج المحلي الإجمالي (بليون دولار)                      | 40.07 مليار              | 291.54 مليون                  |
| الناتج المحلي الإجمالي (تعادل القوة الشرائية) بليون دولار | 82.80 مليار              | 326.12 مليون                  |
| الناتج المحلي الإجمالي الاسمي للفرد دولار أمريكي          | 4.94 ألف                 | 13.50 ألف                     |
| الناتج المحلي الإجمالي للفرد دولار أمريكي                 | 12.05 ألف                | 14.76 ألف                     |
| مؤشر التنمية البشرية                                      | 0.748                    | 0.780                         |
| رمز المكالمات الدولي                                      | +962                     | +680                          |
| رمز الإنترنت                                              | .jo                      | .pw                           |
| المنطقة الزمنية                                           | ت ع م+02:00، ت ع م+03:00 | ت ع م+09:00                   |

## منظمات دولية مشتركة
يشترك البلدان في عضوية مجموعة من المنظمات الدولية، منها:
| علم المنظمة | اسم المنظمة                        | تاريخ انضمام الأردن | تاريخ انضمام بالاو |
| ----------- | ---------------------------------- | ------------------- | ------------------ |
|             | مؤسسة التنمية الدولية              | 4 أكتوبر 1960       | 16 ديسمبر 1997     |
|             | الأمم المتحدة                      | 14 ديسمبر 1955      | 15 ديسمبر 1994     |
|             | منظمة حظر الأسلحة الكيميائية       | ?                   | ?                  |
|             | مؤسسة التمويل الدولية              | 20 يوليو 1956       | 16 ديسمبر 1997     |
|             | وكالة ضمان الاستثمار متعدد الأطراف | 12 أبريل 1988       | 16 ديسمبر 1997     |
|             | يونسكو                             | 14 يونيو 1950       | 20 سبتمبر 1999     |
|             | البنك الدولي للإنشاء والتعمير      | 29 أغسطس 1952       | 16 ديسمبر 1997     |

## وصلات خارجية
- موقع وزارة الخارجية الأردنية